# Национальный блок (Палестина)
Национальный Блок (араб. الكتلة الوطنية‎, аль-кутла аль-ватанийя) — партия, созданная в 1935 году во время британского мандата в Палестине.
Её штаб-квартира находилась в Наблусе. Её основатель, Абд аль-Латиф Салах, занял анти-хусейнискую позицию.